# Proisotoma beta
Proisotoma beta är en urinsektsart som beskrevs av Christiansen och Bellinger 1980. Proisotoma beta ingår i släktet Proisotoma och familjen Isotomidae. Inga underarter finns listade i Catalogue of Life.